# The Dio Years
 (novembre 2022).
The Dio Years est une compilation de Black Sabbath sorti le 3 avril 2007. Elle marque le retour du chanteur Ronnie James Dio, qui avait quitté le groupe en 1992. Elle contient trois nouvelles chansons coécrites par Dio et Tony Iommi, enregistrées dans le courant de l'année 2006. Cet album sera soutenu par une tournée mondiale au cours de laquelle le groupe se rebaptise Heaven And Hell.

## Liste des titres
1. Neon Knights
2. Lady Evil
3. Heaven And Hell
4. Die Young
5. Lonely Is The Word
6. The Mob Rules
7. Turn Up The Night
8. Voodoo
9. Falling Off The Edge Of The World
10. After All (The Dead)
11. TV Crimes
12. I
13. Children Of The Sea (live)
14. The Devil Cried
15. Shadow of the Wind
16. Ear in the Wall

- Notes :

Les titres 1 à 5 sont issus de l'album Heaven and Hell.

Les titres 6 à 9 sont issus de l'album Mob Rules.

Les titres 10 à 12 sont issus de l'album Dehumanizer.

Le titre 13 est issu de l'album Live Evil, bien que Children Of The Sea soit à l'origine une chanson de l'album Heaven and Hell.

Les trois derniers titres sont de nouvelles chansons enregistrées spécialement pour l'occasion.

## Formation
- Ronnie James Dio - Chant
- Tony Iommi - Guitare
- Geezer Butler - Basse
- Bill Ward - Batterie (titres 1-5)
- Vinny Appice - Batterie (titres 6-16)
- Geoff Nicholls - Claviers (titres 1-13)